# 提灯火

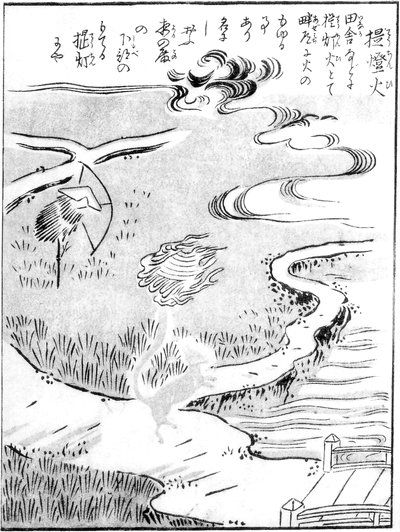
鳥山石燕『今昔画図続百鬼』より「提灯火」

提灯火（ちょうちんび）は、日本各地に伝わる鬼火の一種。

## 概要
田の畦道などに出没し、地上から高さ1メートルほどの空中を漂い、人が近づくと消えてしまう。四国の徳島県では、一度に数十個もの提灯火が、まるで電球を並べたかのように現れた様子が目撃されている。化け物が提灯を灯していると言われていたことが名の由来で、狐の仕業とも言われている。
徳島県三好郡などでは、この提灯火のことを狸火（たぬきび）といい、その名の通り狸が火を灯しているものとされる。寛保時代の雑書『諸国里人談』によれば、摂津国川辺郡東多田村（現・兵庫県川西市）の現れた狸火は、火でありながら牛を引いた人の形をしており、その姿は人間とまったく変わりなく、事情を知らない者が正体に気付かずに狸火と世間話を交わしていたという。
大和国葛下郡松塚村（現・奈良県橿原市）では、こうした怪火を小右衛門火（こえもんび）という。主に雨の晩、川堤に提灯ほどの大きさの怪火が、地上から三尺（約90センチメートル）の高さの空中に浮かび、墓場から墓場へと4キロメートルも飛び回るという。曲亭馬琴らによる奇談集『兎園小説』によれば、小右衛門という人物がこの正体を見極めようと、出没地という松塚村へ赴いたところ、目の前から火の玉がやって来て頭上を飛び越えた。小右衛門が杖で殴ると、火は数百個にも分裂して彼を取り囲んだ。小右衛門は驚いて逃げ帰ったが、その夜から熱病にかかり、やがて手当ての甲斐もなく命を落としてしまった。以来、この怪火は人々により小右衛門を病死させたものと噂され、小右衛門火の名で呼ばれるようになったという。また別説では、小右衛門が杖で怪火を殴ったり怪火が分裂したのではなく、小右衛門のもとへ飛んで来た怪火は流星のような音と共に彼の頭上を飛び越えて飛び去ったのみともいう。
江戸時代の怪談小説『御伽厚化粧』には、近江国（現・滋賀県）沼田の小右衛門火の記述がある。それによれば小右衛門という貪欲な庄屋が、悪事が明るみに出て死罪となり、彼の怨みが怪火となって現れるようになったという。あるときこれに遭った旅役者の一座が、試しに怪談芝居に使う「ヒュードロドロ」の笛を吹いたところ、小右衛門火は役者たちの方へ向かってきて、火の中に人間の青い顔が浮かび上がったため、彼らは震え上がってすぐさま逃げ帰ったという。